# Az őserdőben
Az őserdőben (Rainforest Schmainforest aka. Choir Tour) a South Park című animációs sorozat 32. része (a 3. évad 1. epizódja). Elsőként 1999. április 7-én sugározták az Egyesült Államokban.
A történet szerint a főszereplő gyerekek kénytelenek részt venni egy kórusban, mely az esőerdők védelméért kampányol. Az epizód alapját a South Park egyik készítőjének, Trey Parkernek egy korábbi Costa Rica-i kirándulással kapcsolatos negatív élményei adták. Parker barátnőjével együtt a Red Hot Chili Peppers együttes tagjának, Flea-nek a javaslatára utazott el a közép-amerikai országba, de nem tetszett neki a térség, ezért az epizódban Eric Cartmannel mondatja ki személyes érzéseit.  A rész érdekessége továbbá, hogy az egyik mellékszereplő, Miss Stevens eredeti hangját Jennifer Aniston kölcsönözte.
Nyolc évvel a levetítés után, 2007 februárjában az epizód kisebb botrányt okozott Costa Ricában, az ország kedvezőtlen ábrázolása miatt.

## Cselekmény
Miss Stevens, a „Mókázzunk, gyerekek” elnevezésű kórus vezetője meglátogatja Mr. Garrison osztályát, hogy egy környezetvédő énekkari kirándulásra tagokat toborozzon. A főszereplő gyerekek (Eric Cartman, Stan Marsh, Kyle Broflovski és Kenny McCormick) fegyelmezetlenül viselkednek és szidják a kórust, ezért Mr. Mackey irodájában kötnek ki, aki büntetésből rákényszeríti őket, hogy részt vegyenek a kórus kirándulásán. Ennek egyedül Kenny örül, mert szerelmes lesz Kellybe, az egyik kórustagba.
A kórus tagjai busszal a Costa Rica-i San Joséba utaznak, miközben Cartman végig az országot, és annak nincstelen lakosait szidja. Megérkezés után találkoznak az elnökkel és előadnak egy bemutató táncot, ahol bebizonyosodik, hogy Kyle tánc közben képtelen összhangba kerülni a többiek mozgásával (Cartman szerint azért, mert „a zsidóknak nincsen ritmusérzékük”).
A gyerekek ezután egy kirándulást tesznek az esőerdőben, de a túravezetőjüket felfalja egy kígyó, ezért Miss Stevensszel együtt magukra maradnak az őserdő közepén. Útközben gerillákkal találkoznak, de amikor a kormánycsapatok megérkeznek és tűzharcba keverednek a felkelőkkel, a kórus tagjai elmenekülnek a helyszínről. Miközben a csapat továbbra is céltalanul kószál az esőerdőben, Cartman úgy dönt, otthagyja ezt a „hippi” bandát és egyedül keresi tovább a kiutat (ennek ellenére a következő jelenetben még mindig a kórustagok társaságában látható); miután faképnél hagyja a többieket, Cartman csakhamar segítőkész fakitermelőkkel találkozik. Eközben Kelly megosztja Kennyvel az érzéseit, de ugyanakkor próbál nem belebonyolódni egy lehetséges kapcsolatba, mert az ország másik felén lakik és fél, hogy a távkapcsolat nem működne.
San Joséban már egy órája el kellett volna kezdődnie a koncertnek, ezért az elnök kínos módon, ügyetlenül előadott lengyel viccekkel próbálja húzni az időt. Miss Stevenst és a gyerekeket egy különös bennszülött törzs ejti foglyul, akik a kórusvezetőt hatalmasra nőtt fajtársuk számára akarják feláldozni. Ebben a helyzetben Miss Stevens véleménye megváltozik az esőerdőről és elhatározza, hogy az nem is annyira jó hely, mint hitte – ekkor érkezik meg Cartman a fakitermelőkkel, akik munkagépeikkel lerombolják a törzsi falut, megölik a bennszülötteket és mindenkit kimentenek az erdőből. Kelly az átélt kalandok hatására mégis beleegyezik egy távkapcsolatba, de ekkor Kennybe belecsap egy villám; azonban Kellynek sikerül újraélesztenie (Stan és Kyle legnagyobb megdöbbenésére).
Miután kiszabadultak az őserdőből, Miss Stevens és a gyerekek megváltoztatják a dalukat az esőerdőről. Ez az eredeti ének egy eltérő változata, amely azonban már szidja a dzsungelt és nem a megmentéséért küzd, mint korábban. Az epizód végén egy üzenet hallható, mely az esőerdők potenciális veszélyeire hívja fel a figyelmet.